# 31.ª División de Granaderos SS Voluntarios
La 31.ª División de Granaderos SS Voluntarios (en alemán: 31. SS-Freiwilligen-Grenadier-Division) fue una unidad de las fuerzas armadas alemanas durante la Segunda Guerra Mundial. Se formó a partir del Volksdeutsche húngaros (alemanes étnicos), principalmente de Bačka en septiembre de 1944. En noviembre de 1944 estaba en acción en el frente húngaro.
En enero de 1945 fue enviada a Austria y reorganizada como una División tipo 45, con solo dos batallones en cada regimiento y solo tres pelotones en cada compañía. La división luego se unió al 17.º Ejército en Silesia, donde fue rodeada por el Ejército Rojo; se rindió cerca de Hradec Králové en mayo de 1945.

## Orden de batalla
- 78.º Regimiento de Granaderos SS Voluntarios
- 79.º Regimiento de Granaderos SS Voluntarios
- 80.º Regimiento de Granaderos SS Voluntarios (esta unidad fue destruida y reorganizada usando el Regimiento de Policía SS de Brizen en 1945)
- 31.º Regimiento de Artillería SS
- 31.º Batallón de Fusileros SS (esta unidad fue destruida en Hungría y reemplazada con el Batallón de Granaderos SS húngaro 'Szálasi' en marzo de 1945)
- 31.º Batallón de Comunicaciones SS
- 31.ª Tropa SS Nachschub
- 31.º Batallón Panzerjäger SS
- 31.º Batallón de Pioneros SS
- SS Krankentransport Kompanie 31
- 31.ª Compañía Veterinaria SS

## Comandantes
- Gustav Lombard  (1 de octubre de 1944 - abril de 1945)
- Wilhelm Trabandt (abril de 1945 - 8 de mayo de 1945) (?)